# Tabernaemontana donnell smithii
El cojón (Tabernaemontana donnell-smithii) es una árbol con flor de la familia Apocynaceae. Es endémico de México, Belice; Costa Rica (donde se le llama bijarro); El Salvador; Guatemala; Honduras, Nicaragua y Panamá.Habita en bosques muy húmedos o estacionalmente secos entre los 20 y 900 metros de altitud.

## Descripción
Árbolito de 3-11 m de altura, ramas glabras, o  pubecente escasa. Hojas membranosas, elíptico - obovadas, de 4-18 cm x 1,5-5,5 cm, acuminadas, bases obtusas, pubescentes en el envés en las axilas del nervio central y de los nervios principales, venación muy marcada, pecíolo de 2-12 mm de largo, glandular en las axilas.
Inflorescencia cimosa de 1-4 flores, terminal, a veces axilar, pedúnculo de 1,5–10 cm de largo, pedicelo de 4–11 mm de largo, bracteolas ovadas de 2–3 mm de largo; cáliz con lóbulos  foliáceos, oblongo - ovados, en 2 series, exteriores de 4–9 mm largo, mucho más pequeños que los internos de 12–18 mm de largo, con numerosas glándulas; corola hipocrateriforme, amarillenta, tubular, de 2–3 cm de largo, internamente pubescente, lóbulos oblicuamente obovados de 12–18 mm de largo; estambres insertos en la mitad del tubo, anteras de 4–5 mm de largo, nectarios concrecentes. Fruto grande, grueso, verdoso grisáceo, de 5-9 cm x 4–7 cm.

## Usos
Madera castaña oscura, liviana, firme, fuerte, textura fina, fácil de trabajar, poco durable, menos utilizada.
Frutos y ramas exudan gran cantidad de látex espeso y blanco, con gutapercha (adhesivo). Suele mascarse como chicle. El látex se usa en tratar mordeduras de la araña de caballo.

## Nombres comunes
Tabernaemontana donnell-smithii es conocida vulgarmente como huevos de caballo, cojones de burro, cojón de mico, cojotón. Aunque gran parte de los nombres citados hacen referencias a los testículos, también se le denomina de otras maneras en Centroamérica. Otra planta denominada testículos de perro (su nombre científico es Ophrys tenthredinifera) posee gran similitud con esta planta, denominada simplemente "cojones".